# Ray (Alabama)
Ray – jednostka osadnicza w Stanach Zjednoczonych, w stanie Alabama, w hrabstwie Coosa.